# Изохрона (астрономия)

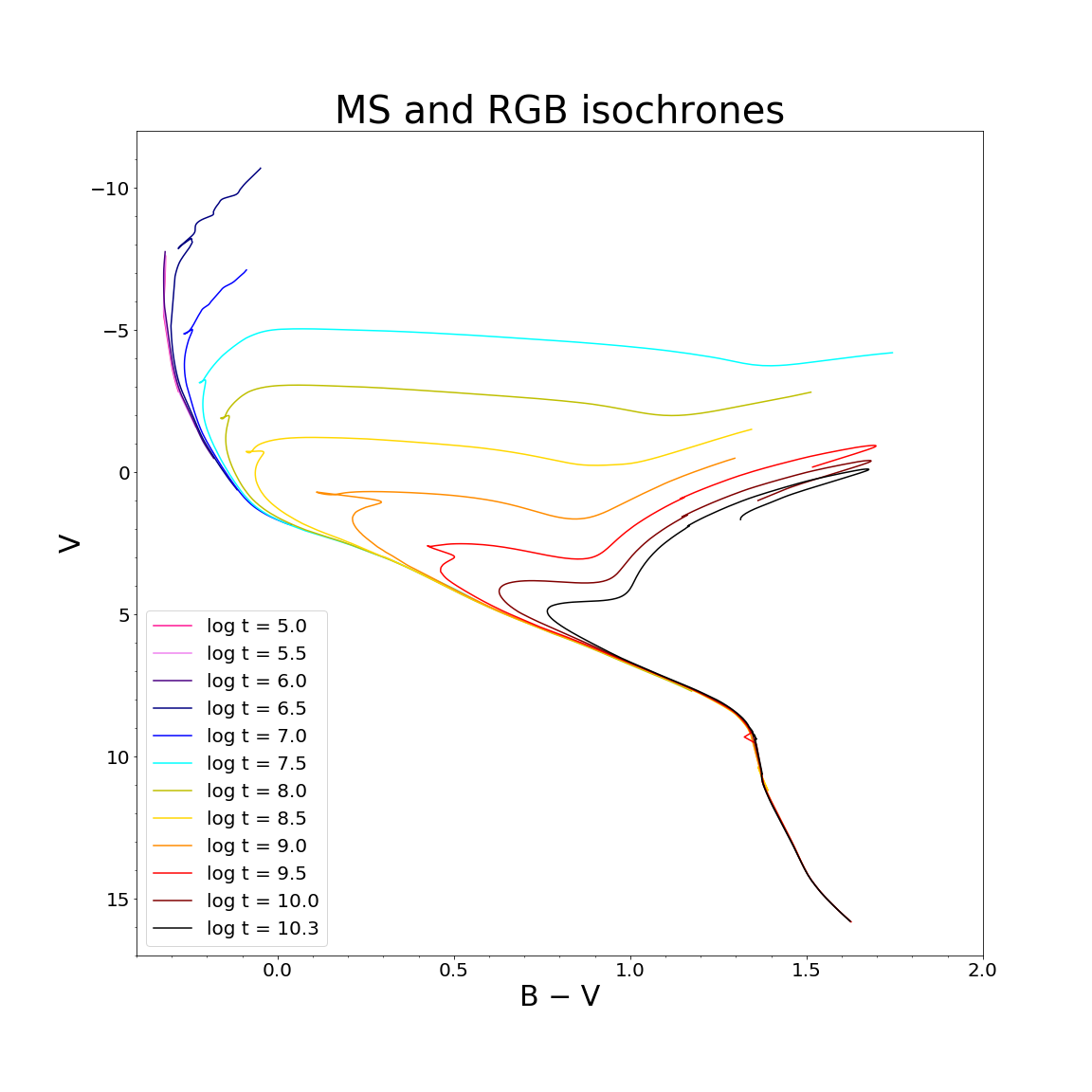
Изохроны звёздных населений с солнечным химическим составом, и с разным возрастом: сверху вниз — от 100 тыс. лет до 19 млрд лет. Показаны только главная последовательность и ветвь красных гигантов. На легенде указан десятичный логарифм возраста в годах

Изохроны (от др.-греч. ἴσος — «равный» и χρόνος — «время») в астрономии — теоретические кривые на диаграмме Герцшпрунга — Рассела, соединяющие положения звёзд одного возраста и химического состава, но разной массы. На наблюдаемых диаграммах Герцшпрунга — Расселла, например, для звёздных скоплений звёзды обычно выстраиваются вдоль определённых изохрон. Изохроны для звёздных скоплений можно использовать для определения параметров скоплений, таких как возраст и металличность.

## Описание

Диаграмма Герцшпрунга — Рассела для различных рассеянных скоплений

На диаграмме Герцшпрунга — Рассела отмечаются звёзды в соответствии с их светимостью и температурой, либо эквивалентными им величинами, такими как абсолютная звёздная величина и показатель цвета.
Простейшая модель звёздного населения с точки зрения эволюции предполагает, что звёзды в ней сформировались в одно время из одинакового вещества, а отличаются только массой. Поскольку звёзды разной массы эволюционируют с разной скоростью, то при одинаковом возрасте они будут находиться на разных эволюционных стадиях, а на диаграмме Герцшпрунга — Рассела выстроятся вдоль кривой, которая и называется изохроной: от греч. ισο — «равный» и χρονος — «время». Данная модель, несмотря на простоту, хорошо описывает звёздные скопления: на диаграммах для них чаще всего звёзды действительно оказываются расположены вдоль изохрон.

### Общий вид изохрон
Части изохроны называют в соответствии с эволюционной стадией звёзд, которые в ней расположены. Чем массивнее звезда, тем быстрее она эволюционирует, и, как правило, тем она ярче. Таким образом, в своей верхней части изохроны отходят от главной последовательности, в то время как в нижней — совпадают с ней. Место, где главная последовательность заканчивается и переходит в область более поздних стадий эволюции, называется точкой поворота. Более строго, точка поворота определяется как место, где изохрона проходит вертикально. При этом для изохрон молодого возраста может быть заметно отклонение нижней части от главной последовательности: это связано с тем, что молодые звёзды малой массы ещё не успевают достигнуть главной последовательности.
Чем старше изохрона, тем ниже и правее находится её точка поворота, поскольку со временем всё менее массивные звёзды успевают сойти с главной последовательности. При одинаковом возрасте изохроны звёздных населений с разной металличностью тоже выглядят по-разному: при более высокой металличности изохроны целиком сдвигаются вправо и вниз.

Различные изохроны
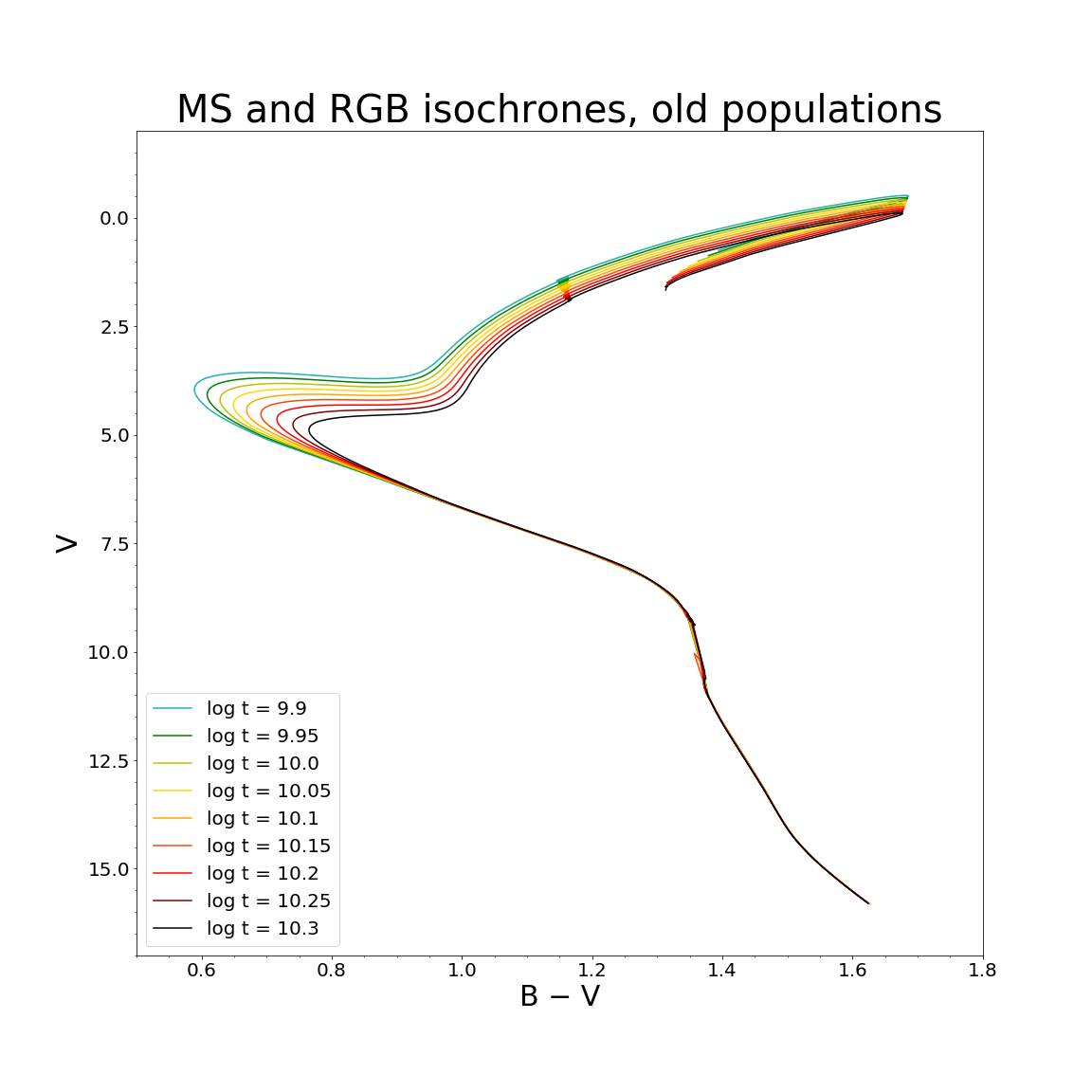
Изохроны старого возраста: от 8 до 19 млрд. лет
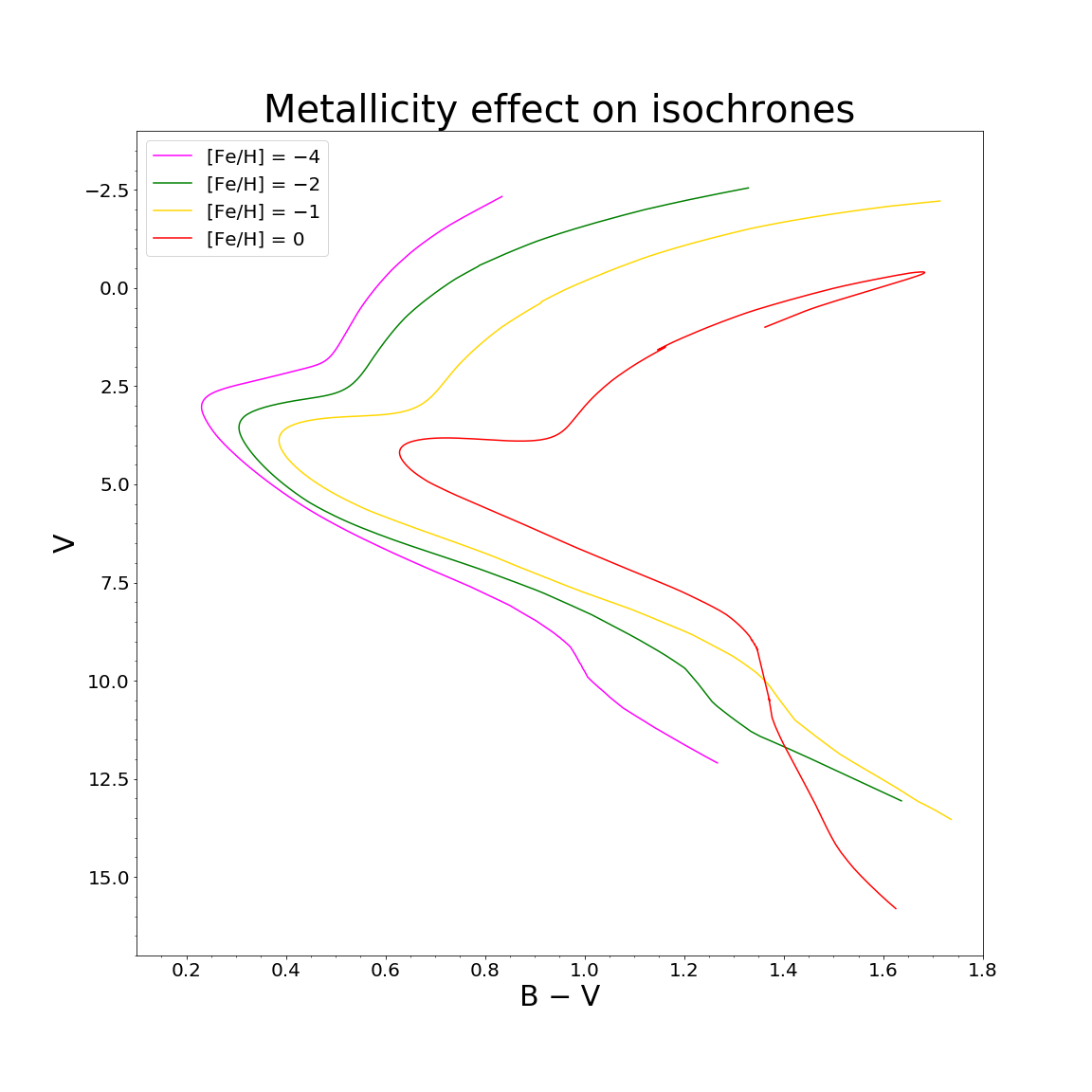
Изохроны возрастом 10 миллиардов лет с разной металличностью: от −4 до 0, слева направо
Эволюционные треки протозвёзд разной массы до выхода на главную последовательность (синий цвет) и их изохроны (отмечены разными цветами)

## Использование
Анализ наблюдаемой диаграммы Герцшпрунга — Рассела, например, для звёздного скопления и сравнение её с теоретически рассчитанными изохронами даёт возможность определить его возраст и металличность, а также расстояние до него.
Для расчёта изохроны с определёнными параметрами необходимо выбрать начальный химический состав звёзд. Например, если моделируются звёзды определённого скопления, то содержание тяжёлых элементов можно определить по интенсивности спектральных линий соответствующих элементов. Для моделей звёзд с различной массой можно вычислить их положение на начальной главной последовательности, а затем, решая для них уравнения звёздной структуры, определять параметры моделей для любого возраста. Нанося светимости и цвета каждой модели звезды на диаграмму Герцшпрунга — Рассела, можно получить изохрону требуемого возраста. Если возраст изохроны и химический состав в модели соответствует возрасту и химическому составу звёздного скопления, а сами физические модели звёзд адекватны, то изохрона окажется близка к наблюдаемому в скоплении распределению звёзд на диаграмме. Таким образом, сравнение изохрон с реальными наблюдениями также позволяет проверить, насколько хорошо модели описывают физические параметры звёзд.